# تيري غوليت
تيري غوليت هي كاتِبة ومؤرخة كندية، ولدت في 26 سبتمبر 1934.